# FTL Games
FTL Games (skrót od Faster Than Light) – amerykańskie studio zajmujące się projektowaniem gier komputerowych, istniejące w latach 1982–1996. Było ono oddziałem spółki Software Heaven Inc. Jednym z najbardziej znanych gier studia była komputerowa gra fabularna Dungeon Master (1987), która przyczyniła się znacząco do rozwoju interakcji w grach komputerowych.

## Ludografia
- SunDog: Frozen Legacy
- Oids
- Dungeon Master
- Chaos Strikes Back
- Dungeon Master: Theron's Quest
- Dungeon Master II: The Legend of Skullkeep
- Dungeon Master Nexus